# اسدالله سروری
اسدالله سروری زاده ۱۳۰۹ خورشیدی، ۱۹۳۰ میلادی در ولایت غزنی، افغانستان، سیاستمدار اهل افغانستان، عضو ارشد حزب دموکراتیک خلق افغانستان، معاون رئیس‌جمهور افغانستان، رئیس اداره اطلاعاتی افغانستان «اگسا» در دهه ۵۰ بود.
او در دادگاهی در کابل به اتهام ارتکاب جنایات علیه بشریت و قتل‌عام دوزاده هزار نفر از مخالفان سیاسی حزب دموکراتیک خلق افغانستان نخست به اعدام و سپس در دادگاه تجدید نظر به ۱۹سال زندان محکوم شد. اما بسیاری از فعالان حقوق بشر و مخالفان سابق سیاسی او حکم ۱۹ سال زندان را نا عادلانه خوانده‌اند و خواهان حکم اعدام در مورد او هستند.

## فعالیت‌های سیاسی
اسدالله سروری در دوران جوانی خود به مسکو رفت و در آکادمی آموزشی هوانوردی روسیه، خلبانی را فرا گرفت.
او در زمان نظام پادشاهی محمد ظاهر شاه از نزدیکان محمد داوود خان نخست‌وزیر وقت افغانستان بود و در کودتای سال ۱۳۵۲ او که منجر به فروپاشی نظام پادشاهی در افغانستان شد، داوود خان را همراهی کرد. اما ۵ سال بعد و در انقلاب ثور ۱۳۵۷ با تعدادی از سران حزب دموکراتیک خلق افغانستان یکجا شد. این انقلاب منجر به فروپاشی نخستین دولت جمهوری افغانستان و آغاز حاکمیت حزب خلق افغانستان به رهبری نور محمد تره‌کی شد.
اسدالله سروری در همان سال به عنوان رئیس سازمان اطلاعاتی افغانستان یا اگسا افغانستان منصوب شد.
زمانی‌که حفیظ‌الله امین، علیه نور محمد تره‌کی، رئیس وقت حکومت افغانستان دست به کودتا زد، سروری در آن کودتا، از تره‌کی پشتیبانی می‌کرد، اما پس از پیروزی کودتا، افغانستان را ترک کرد و راهی شوروی وقت شد.
چند ماه بعد و با سقوط رژیم تحت امر حفیظ الله امین و روی‌کار آمدن ببرک کارمل، اسدالله سروری به همراه نیروهای شوروی وارد افغانستان شد.
وی تا سال ۱۹۸۰ معاون ببرک کارمل، رئیس دولت کمونیستی افغانستان بود و پس از آن، به مدت شش سال، سفیر افغانستان در مغولستان شد.
اسدالله سروری در سال ۱۹۹۲، پس از فروپاشی دولت نجیب الله، به افغانستان بازگشت و توسط مجاهدین تحت امر احمدشاه مسعود بازداشت شد و به مدت سیزده سال، در بازداشت به سر می‌برد.

## رهبری سازمان استخبارات افغانستان
آنچه که بیش‌تر از همه به شهرت اسدالله سروری دامن زده، دوران ریاست او بر اداره استخبارات افغانستان است، اسدالله سروری با روی کار آمدن رژیم به رهبری نور محمد تره‌کی به عنوان رئیس سازمان استخبارات / اطلاعات افغانستان (AGSA) تعیین شد، این سازمان متهم به کشتار و سرکوب شدید مخالفان سیاسی‌اش است.
بر اساس اسنادی که در سپتامبر ۲۰۱۳ میلادی از سوی اداره دادستانی هلند منتشر شده و در روزنامه ۸ صبح کابل نیز به چاپ رسیده، اداره زیر فرمان سروری طی ۹ ماه در سال‌های ۱۳۵۷ و ۱۳۵۸ نزدیک به ۵۰۰۰ نفر را در زندان پلچرخی کابل تیرباران کرده‌است. این کشتار به کشتار اگسا موسوم است، به عنوان یکی از بزرگ‌ترین موارد جنایت علیه بشریت در افغانستان در اذهان عمومی شناخته می‌شود.